# 교육위원회 체제
교육위원회 체제 또는 교육위원 체제는 1962년 11월 3일부터 1963년 10월 5일까지 존속한 대한민국의 교육행정기구이자 교육청의 전신이다. 1963년 10월에는 교육감을 선출하였다.

## 개요
1962년 1월 1일부로 대한민국의 지방자치제가 폐지되면서 교육자치제도 같이 폐지, 서울특별시와 부산직할시를 제외한 각 도의 교육위원회는 폐지되고, 각 도 교육위원회 산하 시,군,구의 교육구청 역시 폐지되었다.
그러나 1962년 11월 3일부로 교육위원회 부활이 선언되고, 대한민국 문교부에서는 각 도 교육위원회를 재구성, 5명의 교육위원을 임명하였다.
단 서울시교육위원회는 5·16 군사 정변 이후에도 교육감제도가 폐지되지 않고 존재하였다.

## 각 시도별 교육위원회

### 서울특별시 교육위원회 교육위원
1. 이희승
2. 김영기
3. 이규백
4. 맹건호
5. 주정호

### 경기도 교육위원회 교육위원
1. 조경래
2. 이병목
3. 진기범
4. 임천순
5. 유시형

### 충청북도 교육위원회 교육위원
1. 박철
2. 이종대
3. 정원상
4. 곽금택
5. 곽정길

### 충청남도 교육위원회 교육위원
1. 이석구
2. 조성구
3. 임영원
4. 김준철
5. 고광수

### 전라북도 교육위원회 교육위원
1. 이인석
2. 구익림
3. 유광현
4. 박영식
5. 이길수

### 전라남도 교육위원회 교육위원
1. 정상호
2. 이혁
3. 문제근
4. 정종하
5. 윤주현

### 경상북도 교육위원회 교육위원
1. 최도훈
2. 신현길
3. 최석암
4. 최우균
5. 최기욱

### 경상남도 교육위원회 교육위원
1. 김재유
2. 김해득
3. 김경희
4. 배익우
5. 김봉준

### 강원도 교육위원회 교육위원
1. 김우영
2. 이석영
3. 정인교
4. 김사합
5. 장성택

### 제주도 교육위원회 교육위원
1. 고자환
2. 김재은
3. 고창연
4. 조창규
5. 신상빈

## 같이 보기
- 대한민국의 교육청
- 서울특별시교육청
- 경기도교육청
- 경상북도교육청
- 경상남도교육청
- 강원도교육청
- 충청남도교육청
- 충청북도교육청
- 전라남도교육청
- 전라북도교육청
- 제주도교육청